# AC Milan
Associazione Calcio Milan, mer känd som AC Milan eller Milan, är en italiensk fotbollsklubb från Milano i norra Italien. Klubben bildades 1899 och med 18 internationella titlar varav 7 segrar i Champions League är AC Milan det mest framgångsrika klubblaget i Italien.
Milan har även vunnit Serie A 19 gånger. Med undantag för två säsonger i Serie B i början av 1980-talet har laget hela tiden hållit sig i första ligan.
Milan spelar sina hemmamatcher på San Siro i Milano.

## Historia

### Den första tiden

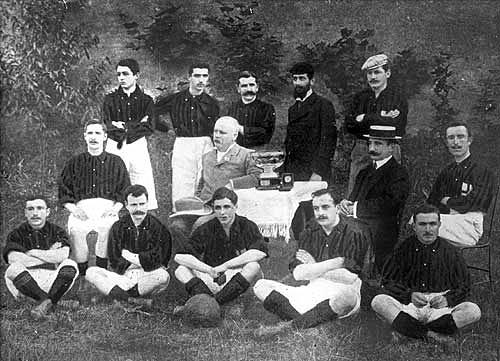
AC Milan, mästarlaget 1901

Milan Cricket and Football Club grundades av engelsmannen Herbert Kilpin den 16 december 1899. Redan den första säsongen vann laget sin första titel, den så kallade Medaglia del Re i januari 1900. Året efter, 1901, vann klubben den italienska ligan för första gången. Denna vinst följdes upp några år senare med två ytterligare vinster 1906 och 1907. Engelsmannen Kilpin var för övrigt också den som bestämde färgerna på klubbens traditionella röda och svarta dräkter.
Efter ett internt bråk i klubben 1908 lämnade några utbrytare klubben och bildade lokalkonkurrenten Inter. 
Efter de tre första ligatitlarna gick Milan under ordförande Pirelli in i en resultatmässigt dålig period. Klubben placerade sig oftast i mitten av förstadivisionen (från säsongen 1929/1930 kallad Serie A), och under mellankrigstiden nådde laget som bäst en tredjeplats i ligan. Pirelli lät bland annat bygga fotbollsstadion San Siro, vilken invigdes 1926 i en match mot Inter.
1938 tvingade fascisterna, som då var vid makten i Italien, klubben (i likhet med andra klubbar som hade engelskspråkiga namn) att "italienisera" sitt namn till "Associazione Calcio Milano". Efter det andra världskriget så ändrades namnet till det nuvarande: Associazione Calcio Milan.
Milan har traditionellt sett varit ett lag som stötts av den italienska arbetarklassen, medan rivalerna Inter historiskt förknippats med akademiker och höginkomsttagare.

### Gre-No-Li och den första storhetstiden

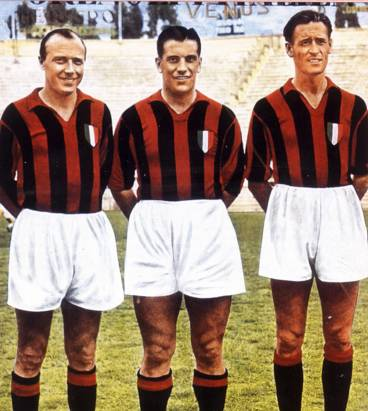
Gre-No-Li i AC Milan på 1950-talet.

Perioden efter andra världskriget var något av en gyllene period för Milan, som placerade sig bland de tre bästa i ligan under en lång sammanhängande period (med undantaget av en fjärdeplacering säsong 1946/1947). I början av 1950-talet spelade inte mindre än tre svenskar samtidigt i Milan; Gunnar Gren, Gunnar Nordahl och Nils Liedholm, (Gre-No-Li). Efter den svenska vinsten i OS i London flyttade trion till Italien och Milan i 1949. De tre svenska spelarna var en bidragande orsak till att klubben hade en storhetsperiod under 1950-talet.
Nordahl är en av Milans och Serie A:s mest framgångsrika målskyttar genom tiderna och innehade målrekordet för en säsong i Serie A i 66 år. Med sina 35 mål som han gjorde säsongen 1949/50, höll sig rekordet fram till 2015/2016. Detta trots att man på den tiden spelade färre matcher än idag. Liedholm verkade också senare som tränare i klubben i hela tre perioder, och han vann också ett ligaguld som tränare med klubben 1978/1979.
Redan det första året svensktrion spelade i laget (1949/1950) var Milan mycket nära att vinna Serie A men titeln hamnade hos Juventus FC, trots att Milan slog dem borta med hela 7-1.  1950/1951 vann dock Milan ligatiteln för första gången på 44 år. En vinst som sedan följdes upp i säsongerna 1954/1955, 1956/1957 och 1958/1959. Säsongen 1957/1958 nådde laget också som andra italienska lag (efter Fiorentina) finalen i Europacupen för mästarlag där man förlorade mot dåtidens gigant i europeisk fotboll, Real Madrid. Finalen spelades på Heyselstadion i Bryssel och Milans mål gjordes av stjärnspelarna Grillo och Schiaffino. Trots det förlorade man med 3-2 efter mål i förlängningen. I denna final så var Liedholm den ende svensken på plan för Milan sedan Gren och Nordahl lämnat klubben för Fiorentina och Roma några respektive något år tidigare. Nils Liedholm var kapten i det förlorande laget och blev därmed förste svensk att spela en final i denna turnering. Milan är historiskt sett det italienska lag som har åstadkommit mest i turneringen med totalt 11 finaler (varav 7 vinster).

### Framgångar under 1960-talet
Milan hade precis som grannklubben Inter framgångar under 1960-talet, med serieseger säsongen 1961/1962 under tränaren Nereo Rocco med profiler som Gianni Rivera, den senare så berömde tränaren Giovanni Trapattoni- och brasilianaren José Altafini i laget. 1963 spelade Milan final i Europacupen och slog SL Benfica med 2-1 och blev därmed det första italienska lag att vinna Europacupen. José Altafini frälste Milan genom att göra båda målen. Laget i finalen: Giorgio Ghezzi-Mario David, Mario Trebbi-Morales Benitez Victor, Cesare Maldini, Giovanni Trapattoni-Gino Privatelli, Dino Sani, José Altafini, Gianni Rivera, Bruno Mora.
1967 vann Milan italienska cupen för första gången och säsongen 1967/68 tog man hem ligatiteln igen och Pierino Prati blev Serie A:s skyttekung. I och med segern i italienska cupen så deltog man i Cupvinnarcupen 1968. Där gick man till final mot Hamburger SV med Kurre Hamrin som en framträdande spelare. Kurre gjorde bägge målen i finalvinsten mot Hamburg och ett mål var ett solonummer, där han tunnlade två försvarare innan han satte bollen i mål. 1969 vann Milan Europacupen igen och Kurre Hamrin blev därmed förste svensk att vinna turneringen. Finalen spelades mot Ajax och Milan vann med 4-1 efter ett hat trick av Pierino Prati och ett mål av Angelo Sormani.
Laget i finalen: Fabio Cudicini-Angelo Anquilletti, Karl-Heinz Schnellinger-Roberto Rosato, Saul Malatrasi, Giovanni Trapattoni-Kurt Hamrin, Giovanni Lodetti, Angelo Sormani, Gianni Rivera, Pierino Prati.

### 1970-talet
1970-talet var framför allt ett decennium med framgångar i cuper, och "bara" en ligatitel. 1972 vann Milan italienska cupen och året därefter vanns både Cupvinnarcupen och italienska cupen. I Cupvinnarcupens final mötte man Leeds United och vann matchen med 1-0. Milans Chiarugi gjorde matchens enda mål. Laget i finalen: Vecchi-Zignoli, Anquiletti, Turone-Rosato(Dolci), Rivera, Benetti-Sogliano, Bigon, Chiarugi. 1974 gick man till final igen i cupvinnarcupen men förlorade mot östtyska FC Magdeburg.
Efter en serie med ganska medelmåttiga ligaplaceringar i mitten av 70-talet så vann man både den italienska cupen för fjärde gången 1977 samt klubbens 10:e ligatitel 1979.

### Nedflyttning och pånyttfödelse
Efter säsongen 1978/1979 flyttades klubben ned till Serie B tillsammans med Lazio för sin inblandning i uppgjorda matcher Serie A, Totoneroskandalen. Klubbens dåvarande ordförande, Felice Colombo, och flera spelare fick personliga straff. Klubben går upp igen men åker ur året därefter och det tidiga 80-talet är en svår period för klubben som placerar sig runt 5-6:e plats i ligan.
Förutom uteblivna sportsliga framgångar så har klubben också finansiella problem. I mars 1986 köps klubben upp av företagsmannen (och den blivande presidenten) Silvio Berlusconi som ger Arrigo Sacchi i uppdrag att träna laget. Sacchi inför zonförsvar och har till sin disposition tre enastående nederländska spelare Ruud Gullit, Marco van Basten, Frank Rijkaard utöver försvarsklipporna Franco Baresi och Paolo Maldini.
Redan det första året under Sacchi 1987/1988 vinner man ligan. 1989 går Milan till semifinal i Europacupen. Man möter Real Madrid och klarar 1-1 borta. Hemma vinner man med 5-0 och är i final för första gången sedan 1969. I finalen möter man Steaua Bukarest som vann samma turnering tre år tidigare. Milan vinner med 4-0 och målen görs av holländarna Marco van Basten (2) och Ruud Gullit (2). Laget i finalen: Giovanni Galli - Mauro Tassotti, Alessandro Costacurta (Filippo Galli), Franco Baresi, Paolo Maldini- Colombo, Frank Rijkaard, Carlo Ancelotti, Roberto Donadoni -Ruud Gullit (Virdis), van Basten. Detta blir början på ett nytt gyllene decennium för klubben.

### Dominans i Europa
I början av 1990-talet tar Fabio Capello över som tränare. Laget vinner ligan obesegrat och med ett rekordstort antal poäng (56). I samma period så går laget obesegrat genom hela 58 matcher. Milan dominerar Europa med segrar i Europacupen för mästarlag och efterföljaren UEFA Champions League 1990 och 1994. Bland lagens spelare märktes den nederländska stjärntrion Marco van Basten, Ruud Gullit och Frank Rijkaard som alla vunnit EM 1988 med Nederländerna.
1990 går man till final i Europacupen för mästarlag för andra året i rad. Denna gång möter man Benfica. Matchen slutar 1-0 efter ett mål av Frank Rijkaard i den 68:e minuten. Laget i finalen: Galli-Tassotti, Costacurta, Baresi, Maldini-Colombo, Rijkaard, Ancelotti, Evani-Gullit, van Basten, Avbytare: F.Galli, Massaro. Säsongen 1991/92 skrev Milan fotbollshistoria, då man som första lag lyckades gå obesegrat genom Serie A, som då var världens i särklass bästa liga. Milan fortsatte att vara obesegrade långt in på nästa säsong. Första förlusten kom i den 24:e omgången, i en match mot AC Parma den 21 mars 1993. Då hade man inte förlorat i ligan sedan den 19 maj 1991 – alltså nästan två år utan förlust. Under den här tiden hade Milan förmodligen världens bästa försvar. Den legendariska fyrbackslinjen bestod av Mauro Tassotti, Alessandro Costacurta, Franco Baresi och Paolo Maldini.
I den första upplagan av Champions League (1992/1993) vann man första matchen mot IFK Göteborg, där Marco van Basten gjorde alla fyra mål i 4-0-segern. I finalen mot Olympique Marseille förlorade man emellertid med 0-1. Finalen blev också en mörk historia för van Basten. Han blev attackerad av målskytten Boli och skadan han ådrog sig gjorde att han aldrig riktigt kom tillbaka till sin tidigare form. Att man hade det bästa försvarsspelet i världen visade sig inte minst säsongen 1993/94, då man endast släppte in 15 mål på 34 ligamatcher och lyckades hålla nollan i 22 matcher och scudetton för tredje året i rad.
Samma säsong gick man till final i Champions League, där man mötte FC Barcelona. Milan hade dock skador på några av nyckelspelarna, bland annat Franco Baresi och Barcelona kom med ett starkt lag med bland andra Romario och Hristo Stoitjkov. Milan spelade emellertid ut katalanerna och matchen slutade hela 4-0. Laget i finalen: Rossi - Tassotti, Panucci, Albertini, Galli, Maldini - Donadoni, Desailly, Boban, Savicevic, Massaro. Säsongen 1993/1994 blir Milan ett av få lag som har klarat av att vinna Champions League och den italienska ligan under samma säsong. Säsongen därefter går man till tredje raka Champions League-finalen men förlorar mot Ajax med 0-1 efter ett mål i slutminuterna.
Efter Cappellos sista vinst med klubben 1995/1996 går klubben in i en besvärlig period med flera tränarbyten. 1996/1997 värvade man spelare som inte höll samma klass som tidigare, spelare som Ibrahim Ba, Christophe Dugarry, Edgar Davids och Jesper Blomqvist. Man hade ändå kvar vissa spelare från dominansen i Europa, men slutar på en svag elfteplats och det hela är ett fiasko. Efter fiaskosäsongen lämnar spelare som Roberto Baggio, Tassotti och Baresi klubben. Inför 1997/1998 värvade man spelare som Christian Ziege och Patrick Kluivert. Dessa spelare skulle inte heller bli några frälsare och laget slutade på en ny svag placering (10:e plats) och Fabio Capello fick sparken. 1998/1999 vann man överraskande Serie A, mycket tack vare målskyttet av nyförvärvet Oliver Bierhoff. Laget vann scudetton på sitt 100-årsjubileum. Efter denna guldsäsong värvade man ukrainaren Andrij Sjevtjenko som vann skytteligan i sin debutsäsong. Milan slutade på tredjeplats i ligan men åkte ur gruppspelet i Champions League.

### Åren 2000-2010
2000/2001 vann man kvalet till Champions League med 6-1 mot Dinamo Zagreb. Milan vann gruppen och besegrade till exempel Barcelona borta. I andra gruppspelsomgången åkte man ur efter förluster mot lag som RC Deportivo la Coruña och Galatasaray SK. I ligan gick det inte mycket bättre. Mitt under säsongen fick tränaren Zaccheroni lämna klubben och ersattes av Cesare Maldini som debuterade med en 4-0-vinst mot AS Bari. Den 11 maj vann Milan mot rivalen Inter med hela 6-0 där Brassen Serginho gjorde ett mål och fyra assist. Milan slutade dock bara på en 6:e plats det året.
Inför säsongen 2000/2001 tog Fatih Terim över som tränare. Han tog med sig spelare som Rui Costa och Ümit Davala. Andra nyförvärv var Filippo Inzaghi, Kakha Kaladze och Andrea Pirlo. I november 2001 fick Terim lämna posten och den tidigare Milanspelaren Carlo Ancelotti tog över. Milan slutade på en sjätteplats som kvalificerade till spel i Uefacupen. Säsongen 2001/2002 nådde laget en fjärdeplats som innebar spel i Champions League den kommande säsongen. I Uefacupen gick laget fram till semifinal där man blev utslagna av Borussia Dortmund med totalt 5-3.
Inför säsongen 2002/2003 storsatsade klubben och värvade spelare som Clarence Seedorf, Alessandro Nesta och Dida. Man vann Coppa Italia för första gången sedan 1977 och nådde en tredjeplats i Serie A men de bästa resultaten nådde man i Europaspelet. I den tredje kvalomgången till UEFA Champions League var laget nära att åka ur mot tjeckiska Slovan Liberec. Efter en 1-0-seger hemma förlorade man borta med 1-2 men gick vidare på mål på bortaplan. I det inledande gruppspelet vann man sin grupp, som bestod av Lens, Deportivo La Coruña och Bayern München. I det andra gruppspelet vann man också sin grupp, som bestod av Real Madrid, Borussia Dortmund och Lokomotiv Moskva. I kvartsfinalen var laget sekunder från att åka ut mot Ajax. Efter 0-0 i Amsterdam stod det 2-2 i 90:e minuten. Någon minut senare lobbade Inzaghi över målvakten och precis framför mållinjen forcerade Jon Dahl Tomasson in bollen. I semifinalen blev det derby mot Inter. Den första matchen slutade 0-0 och i returen (där Milan var "bortalag") så sköt Sjevtjenko Milan i ledning men Inter kvitterade. Matchen slutade 1-1 och Milan gick vidare på bortamål. I finalen mötte man Juventus. Efter en mållös match så vann Milan sin sjätte Champions League-titel efter straffar, den avgörande av Sjevtjenko. Laget i finalen: Dida - Costacurta, Nesta, Maldini, Kaladze - Gattuso, Pirlo, Seedorf, Rui Costa - Sjevtjenko, Inzaghi. Avbytare: Roque Junior, Serginho, Ambrosini
Säsongen 2003/2004 tog klubben sin senaste ligavinst med nyförvärvet Kakà i laget. I Champions League däremot åkte man ur kvartsfinalen efter en storförlust mot Deportivo La Coruna. Efter vinst 4-1 hemma föll man borta med 0-4.
Säsongen 2004/2005 slutade Milan tvåa i ligan och gick än en gång till final i Champions League. Milan vann det inledande gruppspelet i en grupp som innehöll Barcelona, Celtic och Sjachtar Donetsk. Enda förlusten kom mot Barcelona borta. I åttondelsfinalen mötte man Manchester United och vann både hemma och borta med 1-0. I kvartsfinalen blev det ett derby mot Inter som man vann med 5-0 totalt. I semifinalen ställdes laget mot PSV Eindhoven. Efter en vinst hemma med 2-0 så förlorade man borta med 1-3 men gick vidare till final på bortamålsregeln. Finalmatchen mot Liverpool FC blev mycket dramatisk. Milan hade ledningen i paus med 3-0 men Liverpool FC lyckades komma tillbaka och kvittera samt vinna matchen efter straffar. Laget i finalen: Dida-Cafù, Stam, Nesta, Maldini- Gattuso,Pirlo,Seedorf,Kakà-Shevchenko, Crespo. Avbytare: Rui Costa, Serginho, Jon Dahl Tomasson
Säsongen 2005/2006 kom man återigen tvåa i ligan. I Champions League gick man vidare från gruppspelet. När man vann borta mot Fenerbahce med 4-0 gjorde Sjevtjenko samtliga mål. I åttondelen slog man ut Bayern München efter 1-1 på bortaplan och hela 4-1 på San Siro. I kvartsfinalen mot Lyon var det turen som avgjorde. 0-0 borta och 1-1 på hemmaplan efter ett mål av Filippo "Pippo" Inzaghi och kvittering av Lyons mittfältare Diarra. Men i de sista minuterna av matchen gjorde Inzaghi och Sjevtjenko varsitt mål och Milan nådde semifinal där klubben blev utslagna av Barcelona efter förlust hemma med 0-1 och 0-0 borta. Efter sju enastående år (och 173 mål) i klubben lämnade Andrij Sjevtjenko klubben inför säsongen 2006/2007 för att spela i Chelsea.
Efter sin inblandning Serie A-skandalen 2006 dömdes Milan till att börja Serie A-säsongen 2006/2007 med åtta minuspoäng. Säsongen 2006/2007 karakteriserades annars av en svag höstsäsong och en mycket stark vårsäsong, som resulterade i klubbens sjunde Champions League-titel. Efter den dåliga inledningen i ligan fick klubben inrikta sig på att klara en Champions Leagueplats till nästa säsong. I Champions League-spelet så gick Milan utan att övertyga vidare från en grupp bestående av Anderlecht, Lille och AEK Aten (med 3 vinster 1 oavgjord och 2 förluster) efter att först ha slagit ut Röda Stjärnan i kvalet till Champions League.
I åttondelsfinalen mötte man Celtic i två matcher som bägge slutade 0-0 efter ordinarie tid. Milan gick emellertid vidare genom ett mål av Kakà på extratid. Det var först i kvartsfinalen mot Bayern München som laget började att spela upp sig. Efter bara 2-2 på hemmaplan vann Milan med 2-0 borta i München. De två semifinalerna mot Manchester United var kanske turneringens bästa matcher. Efter att ha förlorat borta med 3-2 så vann Milan med starka 3-0 hemma. I finalen i Aten så gjorde laget ingen stark insats men vann i alla fall mot Liverpool FC med 2-1 efter två mål av Filippo Inzaghi. Kakà blev turneringens bäste målgörare med 10 mål. Med deltagande i sin åttonde Champions League-final (och femte vinst) blev Paolo Maldini historisk då han tangerade Gentos rekord i antal finaler. Laget i finalen: Dida-Jankulovski, Nesta, Maldini, Oddo-Gattuso, Pirlo,Seedorf, Ambrosini, Kakà-Inzaghi. Avbytare: Kaladze, Gilardino, Favalli
Säsongen 2007/2008 liknade till stora delar säsongen 2006/2007 med en svag höstsäsong och en stark vårsäsong, som resulterade i en femteplats i Serie A vilket innebar att klubben missade spel i Champions League för första gången sedan säsongen 2001/2002. I UEFA Champions League nådde laget åttondelsfinal där man föll mot Arsenal. Säsongens höjdpunkt var annars vinsten i Världsmästerskapet för klubblag i Japan där laget slog argentinska Boca Juniors i finalen.
Säsongen 2009/2010 blev Milan trea i Serie A. I UEFA Champions Leagues åttondelsfinal föll Milan emot Manchester United.

### Åren 2010-2020
Säsongen 2010/2011 vann Milan återigen Serie A med världsstjärnor som Robinho, Zlatan Ibrahimovic och Pato. Ronaldinho såldes efter halva säsongen. I UEFA Champions Leagues åttondelsfinal föll Milan mot Tottenham. Efter säsongen gick Andrea Pirlo över till konkurrenten Juventus gratis.
Säsongen 2011/2012 blev Milan tvåa i Serie A.
Säsongen 2012/2013 blev Milan trea i Serie A. 2013 sa Milan nej till ett bud från Valenica på 300 miljoner kronor för Robinho.
Säsongen 2013/2014 blev Milan åtta i Serie A.
Säsongen 2014/2015 blev Milan tia i Serie A.
Säsongen 2015/2016 blev Milan sjua i Serie A. 2015 satsade Milan återigen efter ett par år med nedgående resultat med värvningar som Carlos Bacca, Luiz Adriano, Andrea Bertolacci och superlöftet Alessio Romagnoli samt tränaren Siniša Mihajlović.
Säsongen 2016/2017 blev Milan sexa i Serie A.
Säsongen 2017/2018 blev Milan sexa i Serie A.
Säsongen 2018/2019 blev Milan femma i Serie A.
Säsongen 2019/2020 blev Milan sexa i Serie A. Den 9 oktober 2019 blev Pioli ny huvudtränare med ett tvåårskontrakt.
Säsongen 2020/2021 blev Milan två i Serie A.
Säsongen 2021/2022 vann Milan Serie A.
Säsongen 2022/2023 blev Milan fyra Serie A.
Säsongen 2023/2024 blev Milan två i Serie A.
Säsongen 2024/2025 blev Milan åtta i Serie A. Milan värvade den portugisiska tränaren Sérgio Conceição men kom att vara i klubben i knappt ett halvår.
Säsongen 2025/2026 pågår. Milan värvade tränaren Massimiliano Allegri

## Ekonomiska bekymmer
Den 28 juni 2019 beslutade idrottens skiljedomstol CAS att AC Milan inte fick spela i UEFA:s klubblagsturneringar sportåret 2019-2020. Klubben hade brutit mot UEFA:s Financial Fair Plays jämviktskrav mellan åren 2015-2018, som säger att klubbar får inte spendera mer pengar än vad de förtjänar. AS Roma övertog istället AC Milans plats i Europa League-gruppspelet. Torino gavs möjligheten att kvala.

## Spelare
För lista över spelare i Milan, se Kategori:Spelare i AC Milan

### Spelartruppen
| 1  | Rumänien  | Ciprian Tatarusanu | 9 februari 1986     | Lyon (-20)         |
| 16 | Frankrike | Mike Maignan       | 3 juli 1995         | Lille (-21)        |
| 77 | Colombia  | Devis Vasqués      | 12 maj 1998 (24 år) | Club Guaraní (-23) |

| 2  | Italien   | Davide Calabria     | 6 december 1996  | AC Milan          |
| 5  | Senegal   | Fodé Ballo-Touré    | 3 januari 1997   | AS Monaco (-21)   |
| 13 | Italien   | Alessio Romagnoli   | 12 januari 1995  | Roma (-15)        |
| 14 | Italien   | Andrea Conti        | 2 mars 1994      | Atalanta (-17)    |
| 19 | Frankrike | Theo Hernandez      | 6 oktober 1997   | Real Madrid (-19) |
| 20 | Frankrike | Pierre Kalulu       | 5 juni 2000      | Lyon (-20)        |
| 23 | England   | Fikayo Tomori       | 19 december 1997 | Chelsea (-21)     |
| 24 | Danmark   | Simon Kjaer         | 26 mars 1989     | Sevilla (-20)     |
| 25 | Italien   | Alessandro Florenzi | 11 april 1991    | Roma (-21)        |
| 46 | Italien   | Matteo Gabbia       | 21 oktober 1999  | AC Milan          |

| 4  | Algeriet                | Ismaël Bennacer     | 1 december 1997  | Empoli (-19)      |
| 7  | Spanien                 | Samu Castillejo     | 18 januari 1995  | Villarreal (-18)  |
| 8  | Italien                 | Sandro Tonali       | 8 maj 2000       | Brescia (-20)     |
| 10 | Spanien                 | Brahim Díaz         | 3 augusti 1999   | Real Madrid (-20) |
| 30 | Brasilien               | Junior Messias      | 13 maj 1991      | Crotone (-21)     |
| 33 | Bosnien och Hercegovina | Rade Krunić         | 7 oktober 1993   | Empoli (-19)      |
| 41 | Frankrike               | Tiémoué Bakayoko    | 17 augusti 1994  | Chelsea (-21)     |
| 56 | Belgien                 | Alexis Saelemaekers | 27 juni 1999     | Anderlecht (-20)  |
| 79 | Elfenbenskusten         | Franck Kessié       | 19 december 1996 | Atalanta (-17)    |

| 9  | Frankrike | Olivier Giroud     | 30 september 1986 | Chelsea (-21)             |
| 11 | Sverige   | Zlatan Ibrahimović | 3 oktober 1981    | Los Angeles Galaxy (-20)  |
| 12 | Kroatien  | Ante Rebić         | 21 september 1993 | Eintracht Frankfurt (-19) |
| 17 | Portugal  | Rafael Leão        | 10 juni 1999      | Lille (-19)               |
| 27 | Italien   | Daniel Maldini     | 11 oktober 2001   | AC Milan                  |
| 64 | Italien   | Pietro Pellegri    | 17 mars 2001      | Monaco (-21)              |

### Hall of Fame
Följande spelare är inskrivna i Milans Hall of Fame
| - Christian Abbiati - Demetrio Albertini - José Altafini - Massimo Ambrosini - Carlo Ancelotti - Carlo Annovazzi - Angelo Anquilletti - Roberto Antonelli - Giuseppe Antonini - Pietro Arcari - Roberto Baggio - Franco Baresi - Sergio Battistini - David Beckham - Romeo Benetti - Aldo Bet - Oliver Bierhoff - Alberto Bigon - Zvonimir Boban - Aldo Boffi - Andrea Bonomi | - Lorenzo Buffon - Ruben Buriani - Renzo Burini - Cafu - Fabio Capello - Aldo Cevenini - Luciano Chiarugi - Néstor Combin - Luigi Antonio Compiani - Rui Costa - Alessandro Costacurta - Fabio Cudicini - Marcel Desailly - Renzo De Vecchi - Dida - Roberto Donadoni - Alberigo Evani - Carlo Galli - Filippo Galli - Giovanni Galli - Gennaro Gattuso | - Giorgio Ghezzi - Gunnar Gren - Ruud Gullit - Mark Hateley - Zlatan Ibrahimović - Filippo Inzaghi - Joe Jordan - Kaká - Kacha Kaladze - Herbert Kilpin - Leonardo - Nils Liedholm - Giovanni Lodetti - Cesare Lovati - Aldo Maldera - Cesare Maldini - Paolo Maldini - Daniele Massaro - Bruno Mora - Ernesto Morandi | - Giovanni Moretti - Alessandro Nesta - Gunnar Nordahl - Walter Novellino - Alexandre Pato - Luigi Perversi - Andrea Pirlo - Pierino Prati - Ettore Puricelli - Luigi Radice - Frank Rijkaard - Gianni Rivera - Ronaldinho - Ronaldo - Roberto Rosato - Sebastiano Rossi - Marco Sala - Dino Sani - Giuseppe Santagostino - Dejan Savićević | - Alessandro Scarioni - Juan Schiaffino - Karl-Heinz Schnellinger - Clarence Seedorf - Serginho - Thiago Silva - Marco Simone - Andrij Sjevtjenko - Francesco Soldera - Angelo Sormani - Mauro Tassotti - Omero Tognon - Giovanni Trapattoni - Attilio Trerè - Marco van Basten - Louis Van Hege - Pietro Paolo Virdis - George Weah - Ray Wilkins - Francesco Zagatti |

### Pensionerade tröjnummer
| Nr | Spelare       | Nationalitet | Position               | Debut i Milan   | Sista match | Källa |
| -- | ------------- | ------------ | ---------------------- | --------------- | ----------- | ----- |
| 3* | Paolo Maldini | Italien      | Mittback / Vänsterback | 25 januari 1985 | 31 maj 2009 | [ 6 ] |
| 6  | Franco Baresi | Italien      | Libero                 | 23 april 1978   | 1 juni 1997 | [ 6 ] |

* Om någon av Paolo Maldinis två söner kommer spela för klubben i framtiden, så kommer de att kunna använda nummer 3. Äldste sonen Christian Maldini är, liksom sin far och farfar Cesare Maldini, försvarsspelare och på frammarsch i Milans pojkar födda -96, yngste sonen Daniel Maldini är forward och spelar i P-01.

## Statistik
| Säsong  | Spelare             | Mål |
| ------- | ------------------- | --- |
| 1938/39 | Aldo Boffi*         | 19  |
| 1939/40 | Aldo Boffi          | 24  |
| 1941/42 | Aldo Boffi          | 22  |
| 1949/50 | Gunnar Nordahl      | 35  |
| 1950/51 | Gunnar Nordahl      | 34  |
| 1952/53 | Gunnar Nordahl      | 26  |
| 1953/54 | Gunnar Nordahl      | 23  |
| 1954/55 | Gunnar Nordahl      | 26  |
| 1961/62 | José Altafini*      | 22  |
| 1967/68 | Pierino Prati       | 15  |
| 1972/73 | Gianni Rivera*      | 17  |
| 1986/87 | Pietro Paolo Virdis | 17  |
| 1989/90 | Marco van Basten    | 15  |
| 1991/92 | Marco van Basten    | 24  |
| 2003/04 | Andrij Sjevtjenko   | 24  |
| 1999/00 | Andrij Sjevtjenko   | 24  |
| 2011/12 | Zlatan Ibrahimović  | 28  |

| Spelare               | Mål | Antal matcher |
| --------------------- | --- | ------------- |
| Gunnar Nordahl        | 221 | 268           |
| Andrij Sjevtjenko     | 175 | 324           |
| Gianni Rivera         | 164 | 658           |
| José Altafini         | 161 | 248           |
| Aldo Boffi            | 136 | 194           |
| Filippo Inzaghi       | 126 | 300           |
| Marco van Basten      | 125 | 201           |
| Giuseppe Santagostino | 106 | 236           |
| Kaká                  | 104 | 307           |
| Pierino Prati         | 102 | 239           |
| Louis Van Hege        | 98  | 91            |
| Alberto Bigon         | 90  | 329           |
| Nils Liedholm         | 89  | 394           |
| Renzo Burini          | 88  | 194           |
| Pietro Paolo Virdis   | 76  | 186           |
| Marco Simone          | 75  | 260           |
| Aldo Cevenini         | 73  | 84            |
| Pietro Arcari         | 70  | 186           |
| Daniele Massaro       | 70  | 306           |
| Giovanni Moretti      | 68  | 223           |

### Ligarekord och utmärkelser

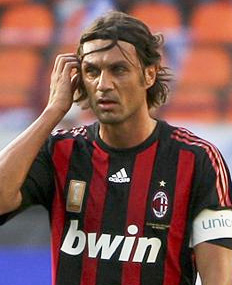
Paolo Maldini

- AC Milan har ligarekord i antal matcher utan förlust (58 matcher); ett rekord som härstammar från säsongerna 1991–1993.
- Paolo Maldini har ligarekord i antal spelade matcher i Serie A - 629
- Sebastiano Rossi har ligarekord i antal minuter utan insläppta mål i Serie A (930 minuter) från säsongen 1993/1994.
- Milan har ligarekord i antal vinnare av skytteligan; 16 gånger har en Milanspelare vunnit.
- Sex spelare har vunnit Le ballon d'or "Guldbollen" när de spelade i Milan: Gianni Rivera (1969), Ruud Gullit (1987), Marco van Basten (1988, 1989 och 1992), George Weah (1995), Andrij Sjevtjenko (2004), Kaká (2008). Detta gör att Milan är den klubben i världen som har vunnit flest guldbollar (8 st)